# قلعة العال
كانت قلعة العال بحسب المؤرخ الدمشقي المعاصر ابن القلانسي، قلعة قصيرة العمر بنيت عام 1105 بالقرب من العال في مرتفعات الجولان من قبل هيو من سانت أومر، الرجل الذي تولى مسئولية الجليل من قبل الملك بلدوين الأول. يوصف الموقع بأنه "بين السواد والبطانية". المؤرخ موشيه شارون الإسرائيلي يعتبرها مجرد أسطورة متجذرة في أصل الكلمة الشعبي، بدون قاعدة تاريخية.
القلانيسي، سياسي ومؤرخ من دمشق المجاورة، هو المؤرخ المعاصر الوحيد لوجود القلعة وتاريخها. يزعم إتش إيه آر جيب أول مترجم إنجليزي لابن القلانسي، أن "التاريخ الدمشقي" هو تسلسل زمني دقيق للأحداث. وفقًا لنظرية شارون لعام 1997، فإن جميع السجلات الإسلامية في العصور الوسطى بعد ابن القلانسي مستمدة منه، وبالتالي لا تثبت ملكية القلعة.
لم يهتم أحد بالتعرف على آثار موقع قصر البردويل بعد تصنيفه موقعًا من العصر البرونزي.

## التاريخ
يعتمد تاريخ القلعة على "استمرارية تاريخ دمشق"، وهو العمل الرئيسي للسياسي والمؤرخ الدمشقي المعاصر ابن القلانيسي (1071–1160)، الذي كتب أن الفرنجة قاموا ببناء القلعة عام 1105، واستولى عليها ظاهر الدين طغتكين، أتابك من دمشق، وعاد إلى دمشق بكمية كبيرة من الغنائم في 24 ديسمبر من نفس العام. يصف قلانيسي دافع طغتكين بأنه خوفه من أنه بمجرد الانتهاء من القلعة المزعومة، سيكون من الصعب "التراجع عنها". هو ومع ذلك، لم يذكر صراحة قيام طغتكين بهدم القلعة.
سبط ابن الجوزي (ج. 1185–1256)، مؤلف كتاب "مرآة الزمان في تاريخ الأعيان"، يضيف أو يعدل العديد من تفاصيل قلانسي: وقع هجوم طغتكين أثناء الليل، وحدثت عودته إلى دمشق في وقت لاحق بكثير، في فبراير/مارس 1106. المزيد من هذه التفاصيل تأتي من الجوزي ومؤرخ آخر استخدم تاريخ قلانسي كمصدر، ابن الأثير الجزري (1160-1233): كان بالقلعة حماية لا تقل عن 200 رجل، وقد دمر طغتكين القلعة بعد تقييم الموقع على أنه معرض جدًا لهجمات الفرنجة المضادة.
يذكر موشيه شارون، في كتابه الضخم كوربوس إنشيبيونيوم أرابكاروم فلسطين (CIAP)، أنه لم يكن هناك مثل هذه القلعة على الإطلاق. ويعتبرها أسطورة لا بد أنها بدأت عندما قام شخص بتحديد الاسم العربي للموقع، قصر البردويل (قصر يعني القلعة)، مع الملك الصليبي بلدوين الأول، المسمى البردويل في السجلات العربية. وقلعة تورون التي بناها الصليبيون في المنطقة. غير المكتملة.
استخدمت قلعة العال لأول مرة عام 1105 وقُتل هيو وهو عائد إلى هناك بعد غارة ناجحة على الأراضي الدمشقية، وبعدها لم يرغب طغتكين في أن يكون له معقل الفرنج أقل مسيرة استمرت أكثر من يومين في دمشق، هاجمت الموقع واحتلته بسهولة، مما أسفر عن مقتل أو أسر المدافعين. ثم هجر الفرنج الموقع لأنه من الصعب جدًا الدفاع عنه، وانتقلوا إلى كهف سويت.

## مكتشفات الصليبيين في العال
كشفت دراسة استقصائية لقرية العال عام 1969 عن وجود فخار نموذجي للفترة الصليبية في وسط القرية، حيث تم التعرف على آثار قديمة من مختلف العصور على مساحة تبلغ حوالي 100 دونم (حوالي 25 فدانًا). كانت النتائج الأخرى المحتملة للفترة الصليبية هي الحجارة الكبيرة ذات الحواف المنحوتة التي عُثِر عليها في آثار الجدران المرئية أسفل القرية الحديثة، والتي يمكن أن تشير إلى وجود مجموعة كبيرة من الحجارة. كان مبنى من العصور الوسطى يحمي النبع الموجود في الوادي بالأسفل، وربما كان مرتبطًا بالقلعة.

## رفض الهوية مع قصر البردويل

### الموقع والوصف
إحداثيات قصر البردويل:
هو موقع أثري في مرتفعات الجولان يحتوي على أنقاض مستوطنة محصنة.
احتلت موقعًا استراتيجيًا ربما كان يسيطر على الطريق الروماني من بيسان إلى دمشق، وتقع على بعد 12 كم شرق بحيرة طبريا.
يبلغ طول النتوء الصخري مثلث الشكل قرابة 110 متر (360 قدم) من الشمال إلى الجنوب، ويبلغ عرض جانبه الشمالي حوالي 90 متر (300 قدم). وتحده منحدرات إلى شرقًا وغربًا، مع حماية المدخل الشمالي المستوي بخندق يمكن تمييزه بشكل خافت، يتبعه إلى الداخل جدار الكاسمات، والذي لم يتبق منه سوى آثار الغرف البيضاوية والمستطيلة جنبًا إلى جنب مع كتل من البناء غير الملاط.

### محاولة تحديد الهوية
مسح بول ديشامب المنطقة في ثلاثينيات القرن العشرين وحدد الحافز المحصن المعروف باسم قصر البردويل مع قلعة صليبية مذكورة في تأريخ دمشقي، يُزعم أن الملك بالدوين الأول بناها. جادل ديشان بأن قصر البردويل كان قلعة صليبية سيطرت على قرية اسمها العال، ويقتبس برينجل "ديشابس وآخرون" لدعم هذه النظرية.
"البردويل" هو الاسم المستخدم للتعريف بالاسم الفرنجي للملك بالدوين باللغة العربية. هذه الحقيقة وموقع الموقع جعله يبدو مرشحًا جيدًا للقلعة التي ذكرها قلانسي.

### الرفض
خلص مسح أثري للموقع عام 1968 إلى أن فترة سكنه الرئيسية تعود إلى العصر البرونزي الأوسط الثاني. ونتيجة لذلك، حدد هويته مع قلعة صليبية مزعومة. وجد أنه لا أساس له من الصحة. دينيس برينجل يدرج آثار قصر البردويل تحت عنوان "المرفوضات" في المعجم الجغرافي لـ الصليبية التحصينات، بسبب نقص مواد العصور الوسطى في الموقع.

### الخلاصة
وعلى الرغم من موقع الموقع واسمه العربي، إلا أن نتائج المسح تستبعد وجود القلعة الصليبية التي ذكرها قلانيسي. لذلك، تعتبر ميكايلا سينيبالدي أن القلعة، اعتبارًا من عام 2014، لا تزال مجهولة الهوية.
نسخت الأسطورة بكل عناصرها (عام البناء 1105، مع هيو سانت أومر، الذي بنى تورون بالفعل، بصفته الرجل المسؤول) من مؤلف إلى آخر، من مؤرخي العصور الوسطى إلى علماء العصور الوسطى المعاصرين المشهورين مثل رونسيمان وبراور، والمسح الأثري الذي أجراه علماء الآثار الإسرائيليين مباشرة بعد حرب الأيام الستة، في عام 1968، ونشر في عام 1972، يؤرّخ الموقع إلى العصر البرونزي (يهوذا والسامرة والجولان: المسح الأثري 1967-1968، المسح الأثري لإسرائيل و كارتا، محرر موشيه كوخافي). كانت القلعة واحدة من ثلاث قلعة، بما في ذلك قلعة هونين.

## معرض صور

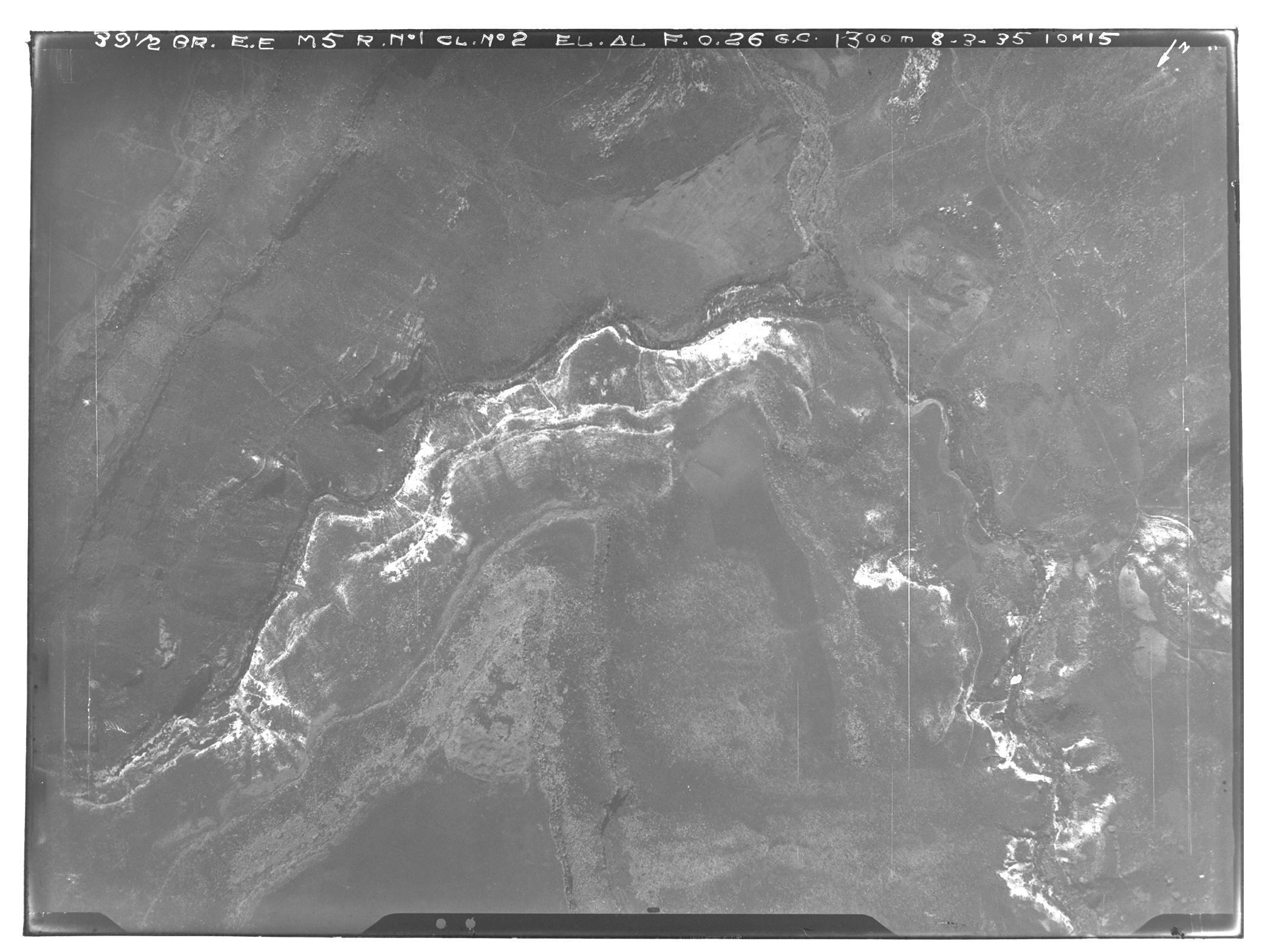
منظر جوي عمودي لمدينة العال عام 1935
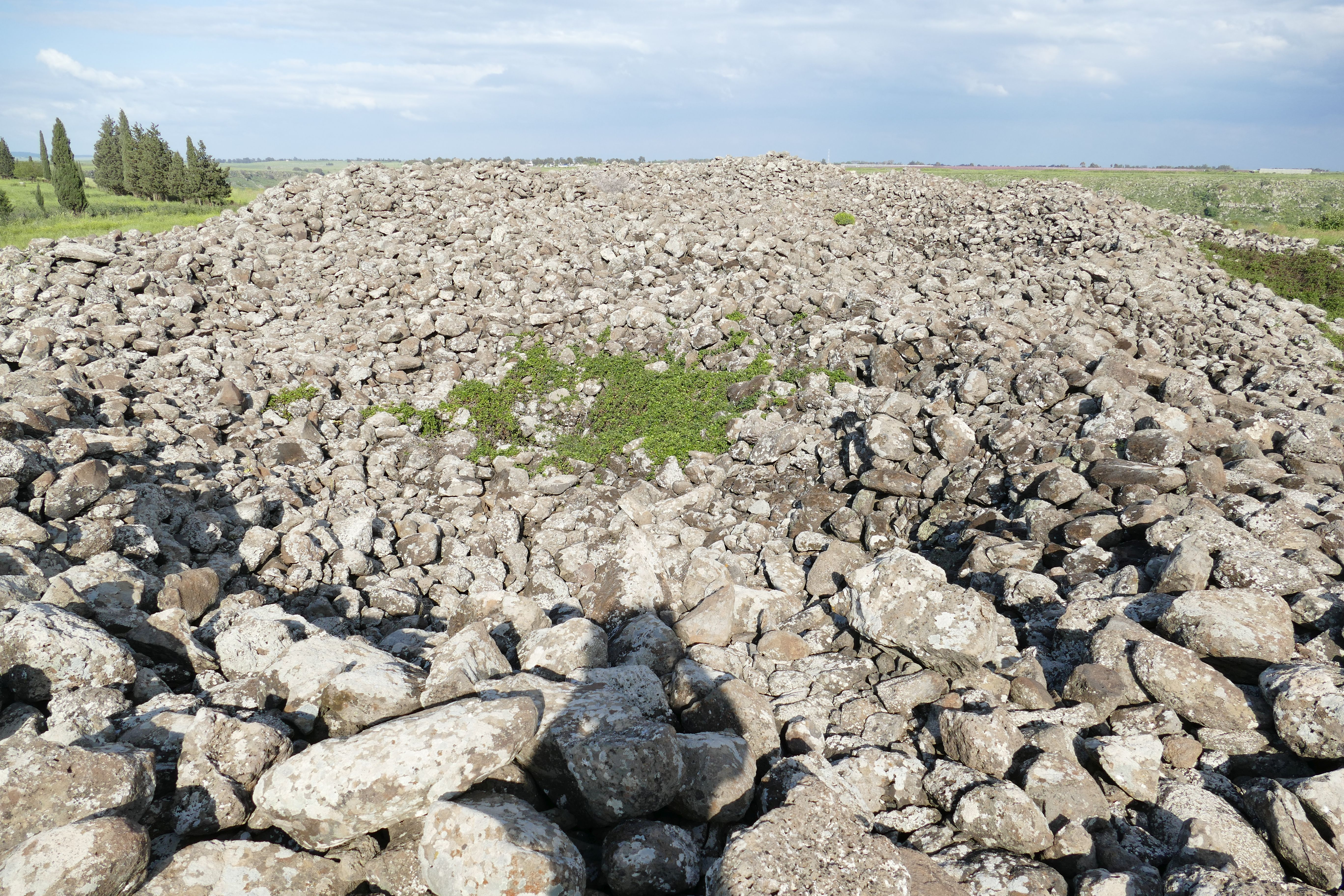
قصر البردويل موقع العصر البرونزي (2021)
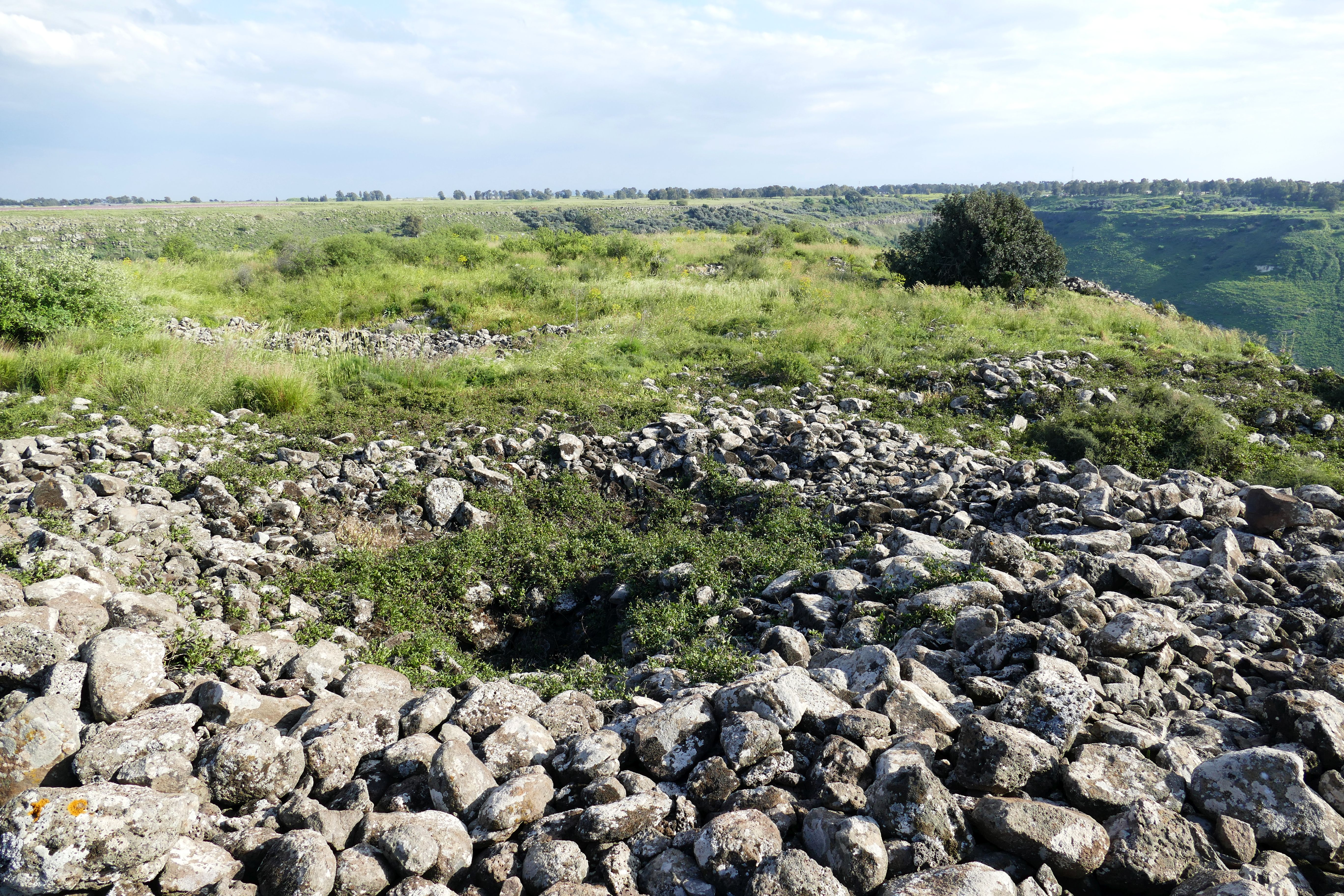
قصر البردويل، موقع العصر البرونزي في هضبة الجولان (2021)

## روابط خارجية
- Château de Baudouin (قصر البردويل) في "حصن الشرق" بقلم ماكسيم جويب (بالفرنسية)، 15 مايو 2005، مع صور جيدة لـ قصر البردويل.